# Elecciones generales de España de 1822
Las elecciones generales de España de 1822 se celebraron para elegir la composición de las Cortes durante el trienio liberal.

## Sistema electoral

### Derecho a voto
Tenían derecho a voto todos los varones mayores de 21 años avencidados y residentes en la parroquia correspondiente, incluidos los eclesiásticos seculares.

### Elegibilidad
Podían ser elegidos los varones mayores de 25 años, residentes y vecinos de la circunscripción que tuvieran una renta proporcionada procediente de bienes propios.

### Método de elección
Para la elección de los diputados se utilizó el sistema de voto mayoritario en 33 circunscripciones con más de un diputado y varias con uno solo.

## Resultados
| Partido | Partido        | Escaños | Diferencia  |
| ------- | -------------- | ------- | ----------- |
|         | Independientes | 203     | Sin cambios |
| Total   | Total          | 203     | Sin cambios |